# El Camino Real
El Camino Real (spanisch königlicher Weg, Königsweg) wird in Kalifornien der 606 Meilen (970 km) lange historische Weg genannt, der die spanischen Missionsstationen in Kalifornien miteinander verband.
Heute wird so vorwiegend der im US-Bundesstaat Kalifornien befindliche Teil des Wegs zwischen der Mission San Diego de Alcalá in San Diego und der Mission San Francisco Solano in Sonoma so genannt. Tatsächlich begann der Weg ursprünglich auf der Halbinsel Baja California im heutigen Mexiko (bei der Misión San Bruno in San Bruno)
Zur Zeit seiner längsten Ausdehnung verband der Weg 21 Missionsstationen, drei Ansiedlungen (spanisch pueblos) und vier Garnisonen (spanisch presidios) miteinander.

## Geschichte
Zwischen 1683 und 1834 gründeten spanische Missionare eine Reihe von religiösen Stützpunkten entlang der Küste des heutigen Kaliforniens, immer jeweils einen Tagesritt (also etwa 50 km) voneinander entfernt. (Siehe auch Hauptartikel: Spanische Missionen). Es gab einen Brauch der Padres, bei ihren Ritten Senfkörner zu verteilen, so dass der Weg von gelb blühenden Senfpflanzen gesäumt war.

## Liste der Missionen und Gründungsjahre
| Mission                                                                      | Gründungsjahr | Position              |
| ---------------------------------------------------------------------------- | ------------- | --------------------- |
| Mission San Francisco Solano, in Sonoma                                      | 1823          | 38° 18′ N, 122° 27′ W |
| Mission San Rafael Arcángel, in San Rafael                                   | 1817          | 37° 58′ N, 122° 32′ W |
| Mission San Francisco de Asís (Mission Dolores), in San Francisco            | 1776          | 37° 46′ N, 122° 26′ W |
| Mission San José, in Fremont                                                 | 1797          | 37° 32′ N, 121° 55′ W |
| Mission Santa Clara de Asís, in Santa Clara                                  | 1777          | 37° 21′ N, 121° 56′ W |
| Mission Santa Cruz, in Santa Cruz                                            | 1791          | 36° 59′ N, 122° 2′ W  |
| Mission San Juan Bautista, in San Juan Bautista                              | 1797          | 36° 51′ N, 121° 32′ W |
| Mission San Carlos Borromeo de Carmelo, südlich von Carmel                   | 1770          | 36° 33′ N, 121° 55′ W |
| Mission Nuestra Señora de la Soledad, südlich von Soledad                    | 1791          | 36° 24′ N, 121° 21′ W |
| Mission San Antonio de Padua, nordwestlich von Jolon                         | 1771          | 36° 1′ N, 121° 15′ W  |
| Mission San Miguel Arcángel, nördlich von Paso Robles                        | 1797          | 35° 45′ N, 120° 42′ W |
| Santa Margarita Asistencia, in Santa Margarita                               | 1787          | 35° 24′ N, 120° 37′ W |
| Mission San Luis Obispo de Tolosa, in San Luis Obispo                        | 1772          | 35° 17′ N, 120° 40′ W |
| Mission La Purísima Concepción, nordöstlich von Lompoc                       | 1787          | 34° 40′ N, 120° 25′ W |
| Mission Santa Inés, in Solvang                                               | 1804          | 34° 36′ N, 120° 8′ W  |
| Mission Santa Barbara, in Santa Barbara                                      | 1786          | 34° 26′ N, 119° 43′ W |
| Mission San Buenaventura, in Ventura                                         | 1782          | 34° 17′ N, 119° 18′ W |
| Mission San Fernando Rey de España, in San Fernando                          | 1797          | 34° 16′ N, 118° 28′ W |
| San Bernardino Asistencia, in Redlands                                       | 1819          | 34° 3′ N, 117° 13′ W  |
| Mission San Gabriel Arcángel, in San Gabriel                                 | 1771          | 34° 6′ N, 118° 6′ W   |
| Mission San Juan Capistrano, in San Juan Capistrano                          | 1776          | 33° 30′ N, 117° 40′ W |
| Las Flores Asistencia (Las Flores Estancia), in Camp Pendleton               | 1823          | 33° 18′ N, 117° 27′ W |
| Santa Ysabel Asistencia, in Santa Ysabel                                     | 1818          | 33° 8′ N, 116° 41′ W  |
| Mission San Antonio de Pala (Pala Asistencia), im östlichen San Diego County | 1816          | 33° 22′ N, 117° 4′ W  |
| Mission San Luís Rey de Francia, in Oceanside                                | 1798          | 33° 14′ N, 117° 19′ W |
| Mission San Diego de Alcalá, in San Diego                                    | 1769          | 32° 47′ N, 117° 6′ W  |

## Die Strecke heute
Die folgenden Straßen, die in etwa dem Verlauf des historischen Wegs folgen, bilden den heutigen „El Camino Real“
- Interstate 5, von der mexikanischen Grenze bis Anaheim
- Anaheim Boulevard, Harbor Boulevard, California State Route 72 und Whittier Boulevard, von Anaheim bis Los Angeles
- U.S. Highway 101, von Los Angeles bis San Jose
- California State Route 82, von San Jose bis San Francisco
- Interstate 280, in San Francisco
- U.S. Highway 101, von San Francisco bis Novato
- California State Route 37, von Novato bis Sears Point
- California State Route 121, von Sears Point bis Sonoma
- California State Route 12, in Sonoma